# Universitat Estatal de Louisiana
La Universitat Estatal de Louisiana (LSU) (en anglès: Louisiana State University), és una universitat pública estatunidenca de la ciutat de Baton Rouge, a l'estat de Louisiana.
La universitat va ser fundada el 1853 a Pineville, amb el nom de Louisiana State Seminary of Learning & Military Academy. L'actual campus principal és de l'any 1926, consta de més de 250 edificis construïts a l'estil de l'arquitecte renaixentista venecià Andrea Palladio, i el districte històric del campus principal ocupa un altiplà de 2,6 km² a la riba del riu Mississipi.

## Galeria d'imatges

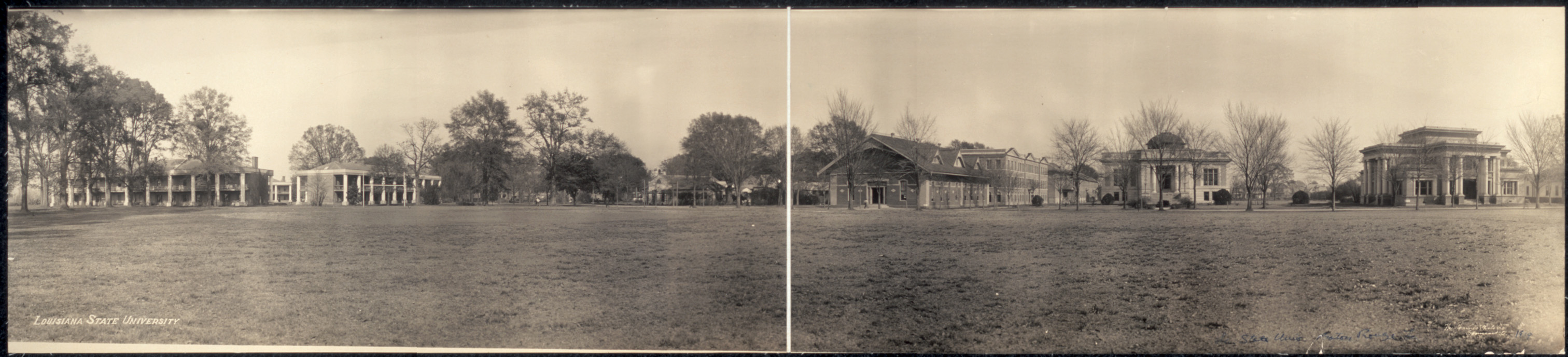
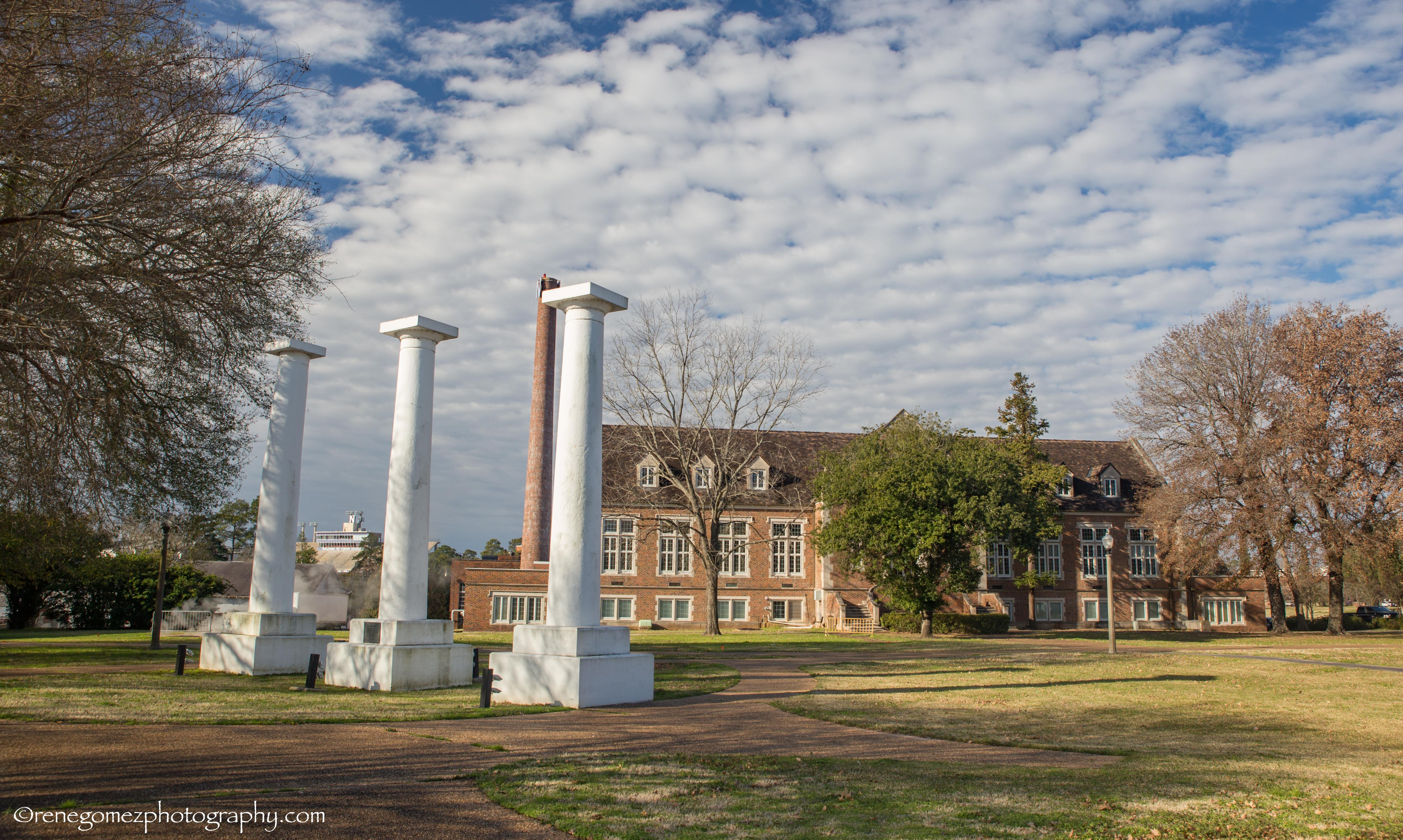
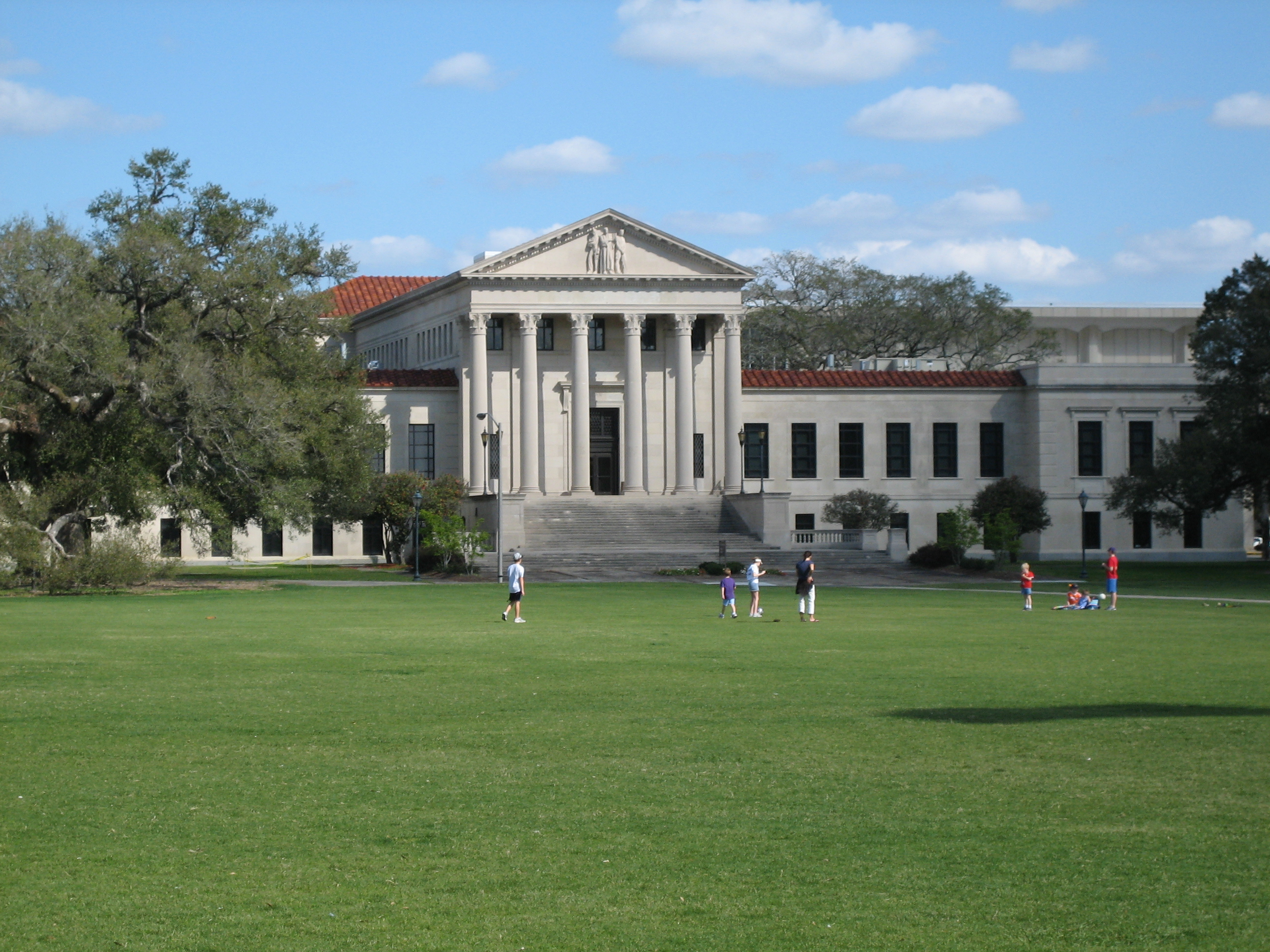
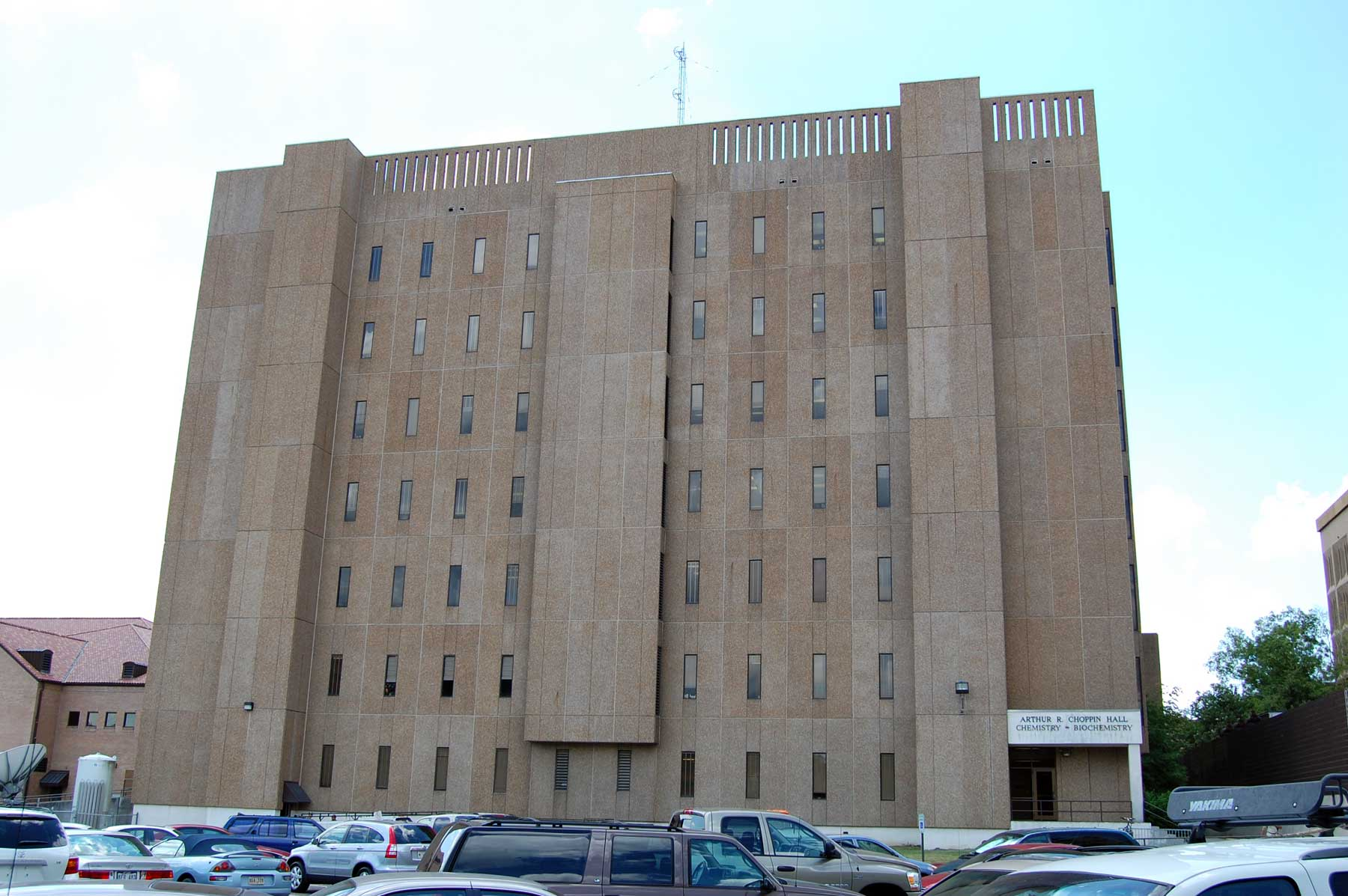
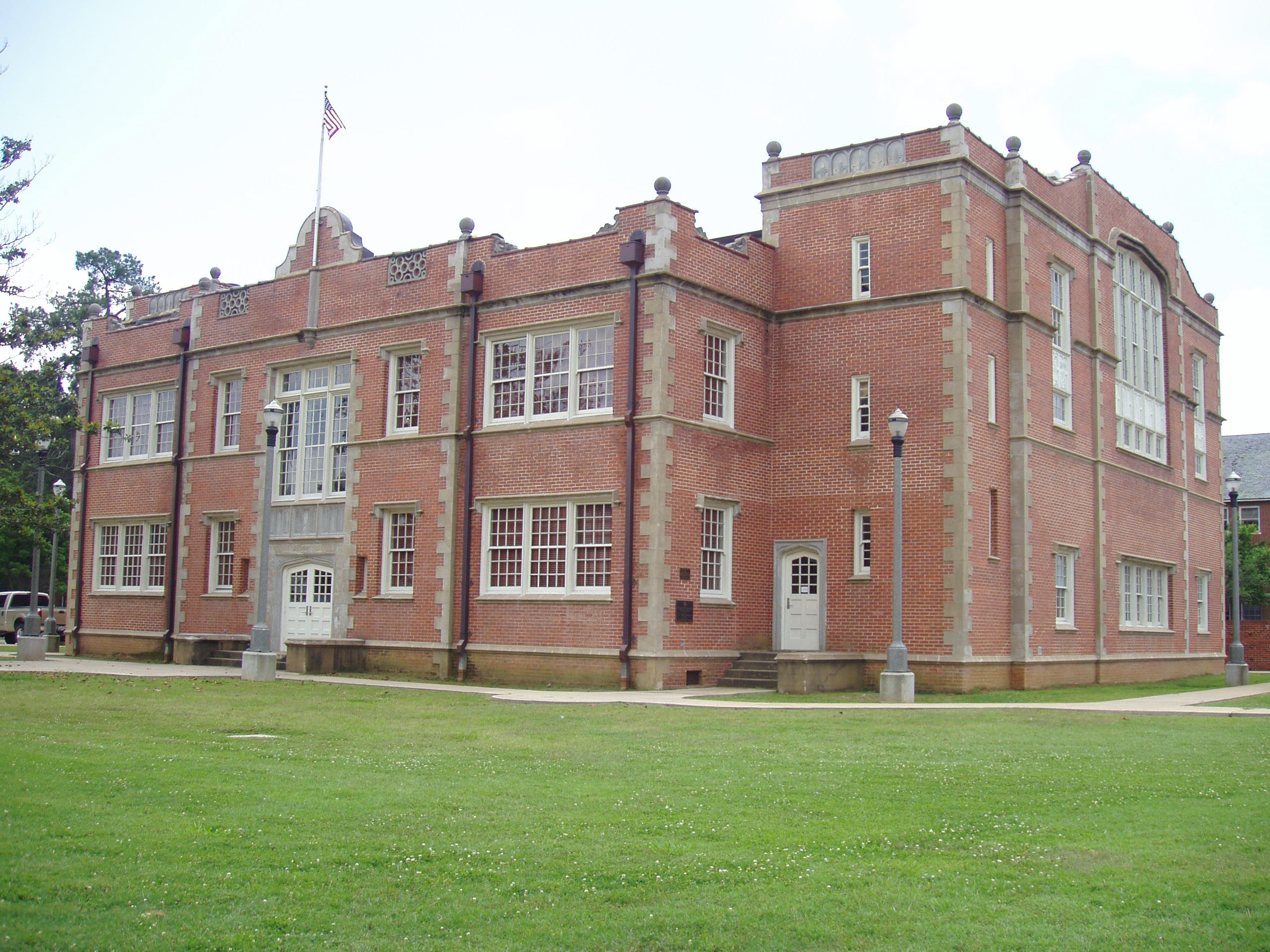